# Mezzosoprano
In musica, il termine mezzosoprano designa sia la voce femminile che quella maschile (in genere ragazzo) intermedia tra quelle di contralto e soprano, sia la cantante o il giovane  cantante che la possiede, tra cui il suo registro peculiare.
L'estensione vocale tipica del mezzosoprano è di oltre due ottave, dal la grave al si bemolle acuto (la2 – si♭4), tuttavia in casi eccezionali può giungere al do sovracuto (do5).

## Caratteri generali
L'individuazione specifica del registro di mezzosoprano ebbe luogo in epoca romantica, quando i compositori adottarono per le parti di contralto tessiture più elevate, di fatto maggiormente vicine a quelle sopranili, richiedendo l'impiego di voci meno profonde e più scattanti ma, soprattutto, più estese nel registro acuto; al giorno d'oggi, essendo piuttosto rare le donne dal timbro puro di contralto, è spesso il mezzosoprano a ricoprirne i ruoli.
Nell'opera lirica il mezzosoprano si configurò per lo più come antagonista del soprano, ma grazie alla varietà di estensione e timbro arrivò a coprire anche ruoli da protagonista, soprattutto nel repertorio francese (Leonora nella Favorite, opera parigina di Donizetti, Carmen di Bizet, Mignon di Thomas, Dalila nel Samson et Dalila di Saint-Saëns).
Talora al mezzosoprano sono affidati ruoli maschili, come nel Conte Ory (il paggio Isoliero), nei Capuleti e i Montecchi (Romeo), nel Boris Godunov (lo zarevic Fëdor), nel Faust (Siebel), nell'Amico Fritz (Beppe) e nella Mignon (Frédéric).

## Tipologie di mezzosoprano
- Mezzosoprano leggero o acuto o di coloratura: voce ricca, piena, di volume limitato ma molto duttile e agile; spazia dalla zona grave a quella acuta ed è dotato di capacità virtuosistiche. Sa salire anche fino al do sovracuto (do5). Il mezzosoprano leggero, grazie alle analogie vocali, può cantare anche ruoli affidati tradizionalmente al soprano soubrette.Inoltre, questo tipo di mezzosoprano spesso sostiene i ruoli rossiniani scritti originariamente per il cosiddetto mezzocontralto, ossia un contralto dalla voce chiara, agile ed estesa a cui è richiesta una maggiore tenuta nel registro acuto e una padronanza assoluta della coloratura.
- Mezzosoprano lirico o centrale: voce calda, piena, ricca e graziosa; spazia dalla zona centrale a quella acuta ed è adatto ad una vocalità legata e cantabile.
- Mezzosoprano drammatico o grave: voce ricca, piena, di timbro scuro e intenso volume; spazia nella zona centrale ed è portato agli accenti forti. Sa scendere fino al fa2.[senza fonte]

## Ruoli per mezzosoprano

### Mezzosoprano leggero
- Leonora (La favorita, Gaetano Donizetti)
- Romeo (I Capuleti e i Montecchi, Vincenzo Bellini)

### Mezzosoprano lirico
- Laura (La Gioconda, Amilcare Ponchielli)
- Mignon (Mignon, Ambroise Thomas)
- Principessa di Bouillon (Adriana Lecouvreur, Francesco Cilea)

### Mezzosoprano drammatico
- Amneris (Aida, Giuseppe Verdi)
- Azucena (Il trovatore, Giuseppe Verdi)
- Principessa d'Eboli (Don Carlos, Giuseppe Verdi)
- Dalila (Sansone e Dalila, Camille Saint-Saëns)
- Fricka (L'oro del Reno; La valchiria, Richard Wagner)
- Carmen (Carmen, Georges Bizet)
- Neris (Medea, Cherubini)

## Chiave musicale

Chiave di mezzosoprano

La chiave di mezzosoprano è la chiave di do collocata sul secondo rigo dal basso del pentagramma, usata esclusivamente in sede scolastica.